# Numata (Gunma)
Numata (沼田市 Numata-shi?) es una ciudad en la prefectura de Gunma, Japón, localizada en la parte central de la isla de Honshū, en la región de Kantō. El 1 de marzo de 2021 tenía una población estimada de 45 132 habitantes y una densidad de población de 102 personas por km².

## Geografía
Numata se encuentra al norte de la prefectura de Gunma. El río Tone fluye a través de la parte occidental de la ciudad, y el río Katana, uno de sus afluentes, fluye en el extremo sur, formando una gran terraza fluvial. Limita con las ciudades de Kiryū, Maebashi, Shibukawa y Midori, el pueblo de Minakami y las villas de Katashina, Kawaba, Shōwa y Takayama, así como con la ciudad de Nikkō en la prefectura de Tochigi.

## Historia
Numata se desarrolló durante el período Sengoku como el jōkamachi que rodeaba el castillo de Numata, una fortaleza en la provincia de Kōzuke disputada por los clanes Uesugi, Takeda, Go-Hōjō y Sanada. Durante el período Edo, el área de la actual Numata era el centro del dominio de Numata, un dominio feudal bajo el shogunato Tokugawa.
La moderna ciudad de Numata se creó dentro del distrito de Tone el 1 de abril de 1889. El 1 de marzo de 1954, se fusionó con las aldeas vecinas de Tonami, Ikeda, Usune y Kawada, y fue elevada a la categoría de ciudad. El 13 de febrero de 2005 se incorporaron las villas de Shirasawa y Tone.

## Demografía
Según los datos del censo japonés, la población de Numata se ha mantenido relativamente estable en los últimos 50 años.
| Gráfica de evolución demográfica de Numata entre 1960 y 2015 |
|                                                              |
| Oficina de Estadística de Japón                              |

## Ciudades hermanas
- Shimoda, Shizuoka, Japón, desde 1966;[8]
- Füssen, Baviera, Alemania, desde 1995.[8]